# 90
El año 90 (XC) fue un año común comenzado en viernes del calendario juliano, en vigor en aquella fecha.
En el Imperio romano, era conocido como el Año del consulado de Augusto y Nerva (o menos frecuentemente, año 843 Ab urbe condita). La denominación 90 para este año ha sido usado desde principios del período medieval, cuando el Anno Domini se convirtió en el método prevalente en Europa para nombrar a los años.

## Acontecimientos
- Colonia llega a ser capital de la provincia romana, Germania Inferior.
- Los romanos construyen un pequeño "fuerte-cohorte" en los suburbios de la actual Ratisbona.

## Fallecimientos
- Dioscórides, médico, farmacólogo y botánico griego.
- Gaius Valerius Flaccus, poeta romano